# Notiophygus cinereus
Notiophygus cinereus is een keversoort uit de familie Discolomatidae. De wetenschappelijke naam van de soort is voor het eerst geldig gepubliceerd in 1834 door Hippolyte Louis Gory.
De soort is ontdekt in Kaap de Goede Hoop.